# Décès en juillet 2005
Décès
- 2001
- 2002
- 2003
- 2004
- 2005
- 2006
- 2007
- 2008
- 2009

Pour une information complémentaire, voir la page d'aide.

| Date          | Nom                      | Activités                                                                       | Âge | Source |
| ------------- | ------------------------ | ------------------------------------------------------------------------------- | --- | ------ |
| date inconnue | Gabriel Bonmati          | peintre français                                                                | 77  |        |
| date inconnue | Manuel Rivera Sánchez    | Footballeur international péruvien                                              | 83  |        |
| 1er juillet   | René Itzhak Autard       | journaliste français                                                            | 60  |        |
| 1er juillet   | Guillermo Patricio Kelly | activiste, journaliste et homme politique argentin                              | 83  | (en)   |
| 1er juillet   | Luther Vandross          | chanteur de musique soul américain                                              | 54  |        |
| 2 juillet     | Martin Sanchez           | boxeur mexicain                                                                 | 26  |        |
| 3 juillet     | Camille Claus            | peintre français                                                                | 85  |        |
| 3 juillet     | Alberto Lattuada         | metteur en scène italien                                                        | 91  |        |
| 3 juillet     | Pierre Michelot          | musicien de jazz français                                                       | 77  |        |
| 3 juillet     | Gaylord Nelson           | homme politique américain                                                       | 89  |        |
| 4 juillet     | Albert Brenet            | peintre, affichiste et illustrateur français                                    | 102 |        |
| 4 juillet     | Bryan Coleman            | acteur britannique                                                              | 94  | (en)   |
| 5 juillet     | Baloo Gupte              | joueur de cricket indien                                                        | 70  |        |
| 5 juillet     | Ernest Lehman            | scénariste américain                                                            | 89  |        |
| 5 juillet     | James Stockdale          | vice-amiral de la marine américaine                                             | 81  | (en)   |
| 6 juillet     | Patrick Gray             | ancien chef du FBI                                                              | 88  |        |
| 6 juillet     | Ed McBain                | écrivain américain                                                              | 78  |        |
| 6 juillet     | Claude Simon             | écrivain français                                                               | 91  |        |
| 7 juillet     | Henri Betti              | compositeur et pianiste français                                                | 87  |        |
| 7 juillet     | Amand Blanquer           | compositeur espagnol                                                            | 70  |        |
| 7 juillet     | Paul Deliège             | auteur de bande dessinée belge                                                  | 74  |        |
| 8 juillet     | Jean-Claude Arifon       | athlète français                                                                | 78  |        |
| 8 juillet     | Maurice Baquet           | acteur et violoncelliste français                                               | 94  |        |
| 9 juillet     | Jewgeni Grischin         | patineur de vitesse soviétique puis russe                                       | 74  |        |
| 11 juillet    | Frances Langford         | actrice et chanteuse américaine                                                 | 92  |        |
| 14 juillet    | Joe Harnell              | pianiste et compositeur américain                                               | 80  |        |
| 14 juillet    | Alex Shibicky            | hockeyeur canadien                                                              | 91  |        |
| 15 juillet    | Susan Gordon Lydon       | rédactrice en chef du magazine Rolling Stone                                    | 61  |        |
| 17 juillet    | Edward Heath             | homme politique britannique                                                     | 89  |        |
| 17 juillet    | Antonella Lama           | Miss Suisse Romande 2005                                                        | 22  |        |
| 17 juillet    | Marie Vierdag            | nageuse néerlandaise                                                            | 99  |        |
| 18 juillet    | Amy Gillett              | cycliste australienne                                                           | 29  | (en)   |
| 18 juillet    | Jim Parker               | joueur de football américain américain                                          | 71  |        |
| 18 juillet    | William Westmoreland     | général américain                                                               | 91  |        |
| 19 juillet    | Jim Aparo                | dessinateur américain                                                           | 72  |        |
| 19 juillet    | Alain Bombard            | médecin et biologiste français                                                  | 83  |        |
| 19 juillet    | Edward Bunker            | écrivain et scénariste américain                                                | 71  |        |
| 19 juillet    | Jean-Michel Gaillard     | haut fonctionnaire, écrivain et scénariste français                             | 59  |        |
| 19 juillet    | Lucien Lazaridès         | coureur cycliste français                                                       | 82  |        |
| 19 juillet    | William Westmoreland     | général et commandant en chef des troupes américaines au Viêt Nam               | 91  |        |
| 20 juillet    | James Doohan             | acteur américain                                                                | 85  |        |
| 20 juillet    | Antonio Nunez Montoya    | chanteur espagnol de flamenco                                                   | 75  |        |
| 21 juillet    | Long John Baldry         | chanteur de blues et acteur de doublage britannique                             | 64  |        |
| 21 juillet    | Andrzej Grubba           | joueur de tennis de table polonais                                              | 47  |        |
| 22 juillet    | Dragoš Kalajić           | peintre, journaliste, écrivain et homme politique yougoslave puis serbe         | 62  |        |
| 22 juillet    | Eugene Record            | chanteur et compositeur américain                                               | 64  |        |
| 22 juillet    | George D. Wallace        | acteur américain                                                                | 88  |        |
| 23 juillet    | Myron Floren             | accordéoniste américain                                                         | 86  |        |
| 23 juillet    | Christian Zuber          | journaliste et auteur français                                                  | 75  |        |
| 24 juillet    | Sir Richard Doll         | scientifique britannique                                                        | 92  |        |
| 24 juillet    | Jacques Francoeur        | journaliste canadien                                                            | 80  |        |
| 24 juillet    | Essindi Mindja           | humoriste camerounais                                                           | 50  |        |
| 25 juillet    | David Jackson            | acteur américain                                                                | 71  |        |
| 25 juillet    | Albert Mangelsdorff      | musicien allemand                                                               | 76  |        |
| 26 juillet    | Christian Bouillé        | peintre et dessinateur français                                                 | 57  |        |
| 26 juillet    | Pierre Broué             | historien du mouvement communiste international et militant trotskiste français | 79  |        |
| 26 juillet    | Mario David              | footballeur italien                                                             | 71  |        |
| 26 juillet    | Thierry Jean-Pierre      | juge d’instruction français, député européen                                    | 49  |        |
| 26 juillet    | Gilles Marotte           | joueur de hockey sur glace canadien                                             | 60  |        |
| 26 juillet    | Ford Rainey              | acteur américain                                                                | 96  |        |
| 27 juillet    | Mendonça Canguende       | homme politique angolais                                                        | 61  |        |
| 27 juillet    | Al Held                  | peintre américain                                                               | 76  |        |
| 27 juillet    | Danny Simon (en)         | cinéaste et directeur de théâtre américain                                      | 83  |        |
| 27 juillet    | Marten Toonder           | écrivain néerlandais                                                            | 93  |        |
| 27 juillet    | Catherine Woolley        | écrivain américaine                                                             | 100 |        |
| 28 juillet    | Eric André               | homme politique belge                                                           | 50  |        |
| 28 juillet    | Pierre Dreyer            | homme politique américain                                                       | 81  |        |
| 28 juillet    | Cheng Siyuan             | homme politique chinois                                                         | 97  |        |
| 29 juillet    | Pat McCormick            | acteur et humoriste américain                                                   | 78  |        |
| 29 juillet    | Francis Miroglio         | compositeur français                                                            | 80  |        |
| 30 juillet    | Olga Albizu              | peintre expressionniste abstraite américaine.                                   |     |        |
| 30 juillet    | Gilberte Cournand        | critique de danse française                                                     | 91  |        |
| 30 juillet    | John Garang              | colonel, vice-président du Soudan et ancien rebelle                             | 60  |        |
| 30 juillet    | Robert Wright            | compositeur et scénariste américain                                             | 90  |        |
| 31 juillet    | Wim Duisenberg           | homme politique néerlandais, Président de la BCE de 1998 à 2003                 | 70  |        |